# クライス&カンパニー
株式会社クライス&カンパニー（登記社名: 株式会社クライス・アンド・カンパニー、英: Kreis & Company Co., Ltd.）は、エグゼクティブ・シニアクラス層の転職支援・キャリアコンサルティングを行っている人材紹介会社。職業紹介許可・届出受理番号は13-ユ-040184。

## 概要
株式会社クライス&カンパニーは、主に年収800万円以上のマネージャー層からエグゼクティブ層に向けたハイクラス人材の転職支援を行っている。30代を中心とした求職者層を主な対象とし、IT業界およびコンサルティング業界における紹介実績が多いとされる。同社の公開実績データによれば、紹介先企業の業種構成は、IT（インターネット、モバイル、テクノロジー系ベンチャー等）が53%、コンサルティング（戦略、財務会計、IT、人事組織等）が12%、サービス業が9%、金融業（主にベンチャーキャピタル）が7%で、これらで全体の約80%を占めるとされている。

## 事業内容と特徴
クライス&カンパニーは、業界や職種を限定せず、東証プライム上場企業からスタートアップ企業まで幅広い企業と取引している。求人の約71%が非公開とされており、候補者の経験や志向に応じて、既存の求人に限らず企業と調整の上で新たなポジションを創出する転職支援も行っている。また、紹介先企業の約75%が経営層とのダイレクトな関係を有しており、同社経由での一次選考通過率は62.2%とされている。

## コンサルタント育成と面談体制
コンサルタントの育成に力を入れており、年間100時間以上の社内外研修のほか、国家資格であるキャリアコンサルティング技能士や、米CCE.Inc.認定のGCDF-Japanの資格取得を推奨している。また、プロ・コーチの山田博氏と連携した独自の研修プログラムも導入している。
候補者との面談後にはアンケートを実施しており、同社によると94.8%の回答者が「自分のことを理解してもらえた」と回答している（平均年齢40歳、平均年収1,538万円）。

## キャリア支援方針
クライス&カンパニーは、転職を前提としないキャリア形成の支援にも注力しており、短期的な転職支援にとどまらず、中長期的なキャリア設計を見据えた支援を重視している。実際、転職決定者のうち約2割が初回面談から2年以上を経て転職に至っているとされる。また、同社では継続的な面談やキャリア相談に加えて、「汐留アカデミー」などのキャリアイベントの開催や、担当コンサルタントによるメルマガでの情報提供を通じて、候補者と長期的な関係を築く取り組みを行っている。
同社のコンサルタントは全員が転職経験者であり、候補者の立場に寄り添った支援を特徴とする。年間100時間以上の社内外研修を通じてコンサルティング力の向上を図っており、マネージャー層やエグゼクティブ層の支援に対応する専門性を備えている。

## 職種別転職支援

### CXO人材のキャリア・転職支援
CEO、COO、CFO、CTO、CHROなどのCXOクラス人材に対する支援ニーズの高まりを受け、同社は社内に「CXO支援チーム」を設置している。経営陣との直接的なネットワークを活かし、上場企業、スタートアップ、プライベートエクイティ傘下企業などにわたり、経営に直結するポジションの紹介を行っている。紹介企業の75.4%が経営層とのダイレクトな接点を有しており、これにより候補者の選考通過率や転職後の定着率向上を目指しているとされる。同チームのコンサルタントは、各自が専門業界や職種に精通しており、候補者の志向や強みを深く理解したうえで最適な提案を行う体制を敷いている。実績として、転職決定者の52%が当初想定していなかった業界・ポジションへの転職を実現しており、幅広い選択肢の提示と的確なマッチングが特徴とされている。

### ポストコンサル・コンサルのキャリア・転職支援
戦略系、業務系、IT系などのコンサルティングファーム出身者を対象とした転職支援を行っており、事業会社への転職に加えて、同業他社への転職や専門領域の変更を伴うコンサルティングファーム内でのキャリア形成支援にも対応している。ポストコンサルの転職支援では、経営企画、新規事業開発、人事、財務などの職種を対象とし、スタートアップから上場企業、ファンド傘下企業まで幅広い紹介先がある。コンサルティング業界出身のキャリアコンサルタントが在籍しており、業務内容に即した実践的なアドバイスを通じて、転職希望者のライフステージや志向に応じた多様な選択肢を提案している。

### ベンチャーキャピタル・CVC向けキャリア・転職支援
ベンチャーキャピタル（VC）やコーポレートベンチャーキャピタル（CVC）業界への転職希望者を対象としたキャリア・転職支援サービスを展開。ベンチャーキャピタリスト職を中心とする非公開求人を取り扱っており、スタートアップ投資、ハンズオン支援、LP対応などを業務とするポジションへの紹介実績がある。また、コンサルティングファームや金融機関、事業会社の新規事業部門など、VC業界以外からの転身希望者を対象としたキャリア提案も行っており、特に30〜40代の若手・中堅層を中心に支援している。同社の公式サイトでは、キャリア別の転職モデル（例：外資金融からVC、事業会社の経営企画からCVCなど）やVC業界の業務内容に関する情報も提供している。

### プロダクトマネージャーのキャリア・転職支援
プロダクトマネージャー（PdM）やプロダクト開発関連職に特化したキャリア支援および転職支援サービスを展開。スタートアップから大手IT企業まで、PdM職の非公開求人を多数取り扱っており、同領域に知見を持つコンサルタントが対応している。プロダクトマネージャーとしての経験や背景に応じて、未経験者のキャリアチェンジから中堅層、経営層に近いポジションまで幅広い層を支援対象としている。また、PdMという職種の定義や役割が企業によって異なる点を踏まえ、ポジション選定やキャリア設計に重点を置いたコンサルティングを行っている。2017年には、マイクロソフトおよびGoogleでのプロダクト開発経験を持つ及川卓也氏が顧問に就任し、以降はCTO、CPO、PdM、トップエンジニアなどソフトウェア開発に関わる人材の支援領域を拡大。プロダクトマネージャーのキャリア支援を専門とする「プロダクトマネージャーキャリア戦略チーム」も立ち上げられている。

### IT・DX人材のキャリア・転職支援
ITコンサルタント、システムエンジニア（SE）、デジタル戦略担当者など、企業のデジタルトランスフォーメーション（DX）を担う専門人材を対象とした転職支援サービスを展開。コンサルティングファーム、SIer、事業会社のIT部門など、幅広い紹介先に対応している。また、同社のIT・DX領域における支援体制の強化にあたっては、アクセンチュアおよびアバナードの元代表取締役である安間裕氏がアドバイザーを務めている。安間氏は、アクセンチュアテクノロジーソリューションズ株式会社の設立・経営や、アバナード株式会社の代表取締役および会長を歴任した経歴を持つ。

## 沿革
- 1993年　渋谷区にて株式会社クライス&カンパニー設立
- 1994年　厚生労働大臣許可番号コサ0118を取得
- 1995年　オフィスを港区高輪に移転
- 1997年　採用コンサルティング事業を開始、厚生労働大臣許可番号13-ユ-040184を取得、公式ウェブサイトを開設
- 1998年　オフィスを港区高輪から港区芝浦に移転
- 1999年　バイリンガル転職サイト「J-recruit.com」開設
- 2005年　オフィスを芝浦から汐留に移転
- 2006年　プライバシーマークを取得
- 2007年　CXOコンサルティングサービスを開始、クライス出版を設立
- 2009年　株式会社リージョナルスタイル[13]を設立（U・Iターン支援）
- 2012年　コンサルタント専門転職支援サイト[7]を開設
- 2014年　インタビューコンテンツ「ターニングポイント」[14]開始
- 2015年　エグゼクティブ専門転職支援サイト[6]を開設
- 2016年　「クライス汐留アカデミー」[15]第1回開催
- 2017年　及川卓也氏が顧問に就任[9]
- 2019年　プロダクトマネージャー専門転職支援サイト[10]を開設
- 2021年　デジタルプロフェッショナル向け転職サイト[11]を開設
- 2022年　公式ポッドキャスト『プロダクトマネージャーのキャリアラジオ』[16]配信開始、代表取締役社長の丸山 貴宏が滋賀大学「リーダーシップ論」へ講師として登壇[17]
- 2023年　オンラインキャリアセミナー「クライス Career Lounge」[18]第1回開催
- 2024年　ベンチャーキャピタル専門転職支援サイト[8]を開設

## 書籍
- 『キャリアコンサルティング』（翔泳社、2002年12月第1刷発行、ISBN 4798103314）
- 『転職後、最初の1年にやるべきこと』（クライス出版、2013年5月第1刷発行、ASIN B00CXZB11C）
- 『そのひと言で面接官に嫌われます』（青春出版社、2014年5月第1刷発行、ISBN 978-4-413-21015-7）
- 『自分に合った働き方を手に入れる! 転職面接の話し方・伝え方』（高橋書店、2017年5月第1刷発行、ISBN 978-4-471-21273-5）
- 『プロダクトマネージャーになりたい人のための本』（翔泳社、2023年12月第1刷発行、ISBN 978-4-7981-7861-5）
- 『「はたらく」の未来』（リスナーズ株式会社 編著、森本千賀子 監修、クライス&カンパニーほか26社 共著、リスナーズ、2024年10月、ISBN 978-4908963278、ASIN 4908963274）

## 関連会社
- 株式会社リージョナルスタイル
- 株式会社クライス出版
- 有限会社ICSS